# Misr (tên miền)
Misr hoặc Masr (مصر) là quốc tế hóa mã quốc gia cấp cao nhất miền (IDN ccTLD) trong Hệ thống tên miền (DNS) của Internet cho Ai Cập. Tên DNS ASCII của nó là xn--wgbh1c, thu được bằng phương pháp sao chép tên miền quốc tế hóa trong ứng dụng (IDNA).
Tên miền là một trong những ccTLD IDN đầu tiên được cài đặt trong DNS vào ngày 5 tháng 5 năm 2010.
Truyền thống của Ai Cập ccTLD là ví dụ.
Trang web đầu tiên của tên miền cấp cao này là trang của Bộ Công nghệ Thông tin và Truyền thông Ai Cập. Sau cuộc cách mạng Ai Cập năm 2011, một trang web cho một cuộc trưng cầu dân ý đã được thiết lập bằng cách sử dụng tên miền này (استفتاء.مصر Lưu trữ ngày 14 tháng 5 năm 2011 tại Wayback Machine — nghĩa đen, trưng cầu dân ý[của].ai cập).